# 茨城県立下館第一高等学校・附属中学校
茨城県立下館第一高等学校・附属中学校（いばらきけんりつ しもだてだいいちこうとうがっこう・ふぞくちゅうがっこう）は、茨城県筑西市下中山に所在する県立高等学校・中学校。
通称「館一（だていち）」「館高（だてこう）」。

## 概要
高等学校としては全日制普通科のみを持つ。2020年度から附属中学校を1クラス編成し、中高一貫校となった。2011年3月まで定時制を設置していた。
全国高校生短歌大会（通称：短歌甲子園）では団体の部で全国最多の優勝3回（2010年・2017年・2018年）を誇るほか、準優勝1回（2007年）、個人の部優勝1回（2010年）を記録している。俳句甲子園でも2005年に全国大会で準優勝している。
2014年、同校OBである在バンクーバー日本国領事の橋渡しにより、カナダのシアコム高校と姉妹校提携を結んだ。
2018年、台北市私立開南高級商工職業学校と姉妹校提携を、大華大学・世界高校・大成高校と国際交流事業に関する友好的な連携を築く提携を結んだ。

### 沿革
- 1922年（大正11年）11月 - 茨城県下館商業学校として創立。商業科を設置。翌年4月に第1回入学式。
- 1928年（昭和3年） - 茨城県立下館商業学校に改称（県立に移管）。
- 1944年（昭和19年） - 茨城県立下館工業学校を新設。電気科、電気通信科を設置。
- 1946年（昭和21年） - 商業学校・工業学校を合わせて茨城県立下館中学校（旧制）に改組。
- 1948年（昭和23年） - 学制改革により、茨城県立下館高等学校となり、男女共学となる。普通科・商業科・電気科・電気通信科・定時制。
- 1949年（昭和24年） - 茨城県立下館第一高等学校に校名変更。
- 1959年（昭和34年） - 野球部が第41回全国高等学校野球選手権大会出場。
- 1962年（昭和37年） - 茨城県立下館工業高等学校開校のため、電気科・電気通信科の募集を停止。
- 1972年（昭和47年） - 茨城県立鬼怒商業高等学校開校のため、商業科の募集を停止。
- 2005年（平成17年） - ディベート甲子園関東甲信越大会優勝。
- 2008年（平成20年） - 定時制募集停止。
- 2020年（令和2年） - 附属中学校を設置。

## 教育方針
当校ホームページには、「文武両道の教育方針の下、豊かな人間性を培い、深い知性とたくましい心身を養うとともに、自主自立の精神を涵養し、グローバルな視野を備え、国際社会や地域社会の発展に寄与するグローカル（Global＋Local）人材を育成する。」と記載されている。

## 部活動

### 運動部
- 硬式野球部
- 軟式野球部
- バスケットボール部
- サッカー部
- ハンドボール部
- 卓球部
- 硬式テニス部
- ソフトテニス部
- 陸上競技部
- 登山部
- ボクシング部
- バレーボール部
- 柔道部
- 剣道部
- 弓道部
- バドミントン部
- ライフル射撃部
- ダンス部
- 学校外活動（水泳、空手、スキー）

### 文化部
- 音楽部
- 放送部
- 文芸部
- 理科部
- 写真部
- 茶華道部
- 美術部
- 吹奏楽部
- 生物部
- 書道部
- ボランティア
- ストリングオーケストラ
- 英語（ディベート）

### 部活動の主な実績
関東大会出場
2014年 - 水泳、陸上、剣道
2015年 - ライフル射撃、水泳、弓道
2016年 - ライフル射撃、剣道、陸上　、スキー
2017年 - 吹奏楽、弓道、ライフル射撃
2018年 - 軟式野球、陸上、剣道
2019年 - 卓球
2021年 ー 陸上男子110MH
2023年 - 登山部、ライフル射撃
東日本大会出場
2016年 - 弓道
全国大会出場
2014年 - 放送(NHK全国大会、全国高校総合文化祭）、写真(全国総文祭）、文芸(短歌甲子園）
2015年 - ライフル射撃、放送（NHK全国大会、全国総文祭）、書道（全国総文化祭）
2016年 - ライフル射撃、放送（NHK全国大会、全国総文祭）、弓道
2017年 - 文芸（短歌甲子園）、放送（NHK全国大会、全国総文祭）
2018年 - 文芸（短歌甲子園）.ライフル射撃、放送
2020年　- 卓球　(第47回全国高等学校選抜卓球大会) 男子シングルス　3年　飯泉翼
2021年 ー 放送

## 校歌等

### 校歌
- 作詞：西條八十
- 作曲：小松耕輔

### 第一応援歌
- 応援歌の原曲は 旧制一高寮歌「アムール川の流血や」である。尚、同じメロディを、県内では竜ヶ崎一高が校歌として使用している。

### 下館一高応援歌
- 作詞・作曲：瀧豊

## 著名な出身者
- 大谷實 -  同志社大学名誉教授・元学長、元学校法人同志社総長、刑法学者
- 田宮謙次郎 - 元プロ野球選手、元下館市議会議員
- 中島成雄 - 元ボクシングWBC世界ライトフライ級王者
- 谷島賢二 - 東京大学名誉教授、数学者
- 柳田勝 - ライフル射撃選手、アテネ五輪、シドニー五輪、アトランタ五輪出場
- 中丸美絵 - ノンフィクション作家
- 岡田誠司 - 駐バチカン特命全権大使
- 植木誠 - 筑波銀行代表取締役会長
- 巻島直樹 - 声優
- 聖叶亜 - 宝塚歌劇団宙組男役